# 阮克恭 (阮朝舉人)
阮克恭（越南语：／，？—？），原名阮克宅（／），越南阮朝舉人、官員。

## 生平
阮克恭，原名阮克宅，海陽省嘉祿縣上谷社人。
1858年在南定場中戊午科舉人。官至知縣。